# Нуридаят
Нуридаят Хаджи Харис (индон. Nurhidayat Haji Haris); род. 5 апреля 1999, Макасар) — индонезийский футболист, защитник.

## Карьера
Во взрослом футболе Нуридаят дебютировал летом 2017 года в составе клуба «Макасар» из родного города. Сыграл всего два матча. В январе 2018 года перешёл в «Бхаянгкару».
Капитан сборной до 19 лет. Бронзовый призёр чемпионата АСЕАН 2018 в составе неё.